# Jægerspris Nordskov
Jægerspris Nordskov ligger i Hornsherred nord for Jægerspris i Frederikssund Kommune, Region Hovedstaden, og blev d. 21. okt. 1988 delvist fredet (ca. 360 ha). Fredningen skal bl.a. sikre at gamle træer bevares (ikke indgår i den alm. skovdrift) og at de døde træer får lov at ligge urørt. Nordskoven dækkede det mest af det nordlige Hornsherred indtil slutningen af 1700-tallet, hvilket i sig selv er usædvanligt da Danmark i 1600-1700 tallet var nede på kun 3-5% skovdække. Det skyldes formentlig at skoven fra 1300-tallet var i kongehusets eje og i lange perioder udlagt som kongeligt jagtterræn.
Jægerspris Nordskov fremtræder som et landskab med vidtstrakte flader, tildels våde strandenge og kystskove, som fortrinsvis består af blandet løvskov. Den næsten 10 km lange uberørte kysstrækning ud mod Roskilde Fjord demonstrerer i princippet den naturlige vegetationsudvikling efter istidens ophør. Området er derfor helt enestående for Sjælland. Desuden har skovarealerne status af fredskov.

## De gamle egetræer
Jægerspris Nordskov har haft en række af Danmarks største og ældste egetræer, men af de kendteste, Kongeegen, Storkeegen og Snoegen, er kun Kongeegen stadig i live - den er Danmarks ældste og tykkeste træ.
Alle disse gamle ege findes i de nordligt beliggende Bredvig Mose og Øllemose, hvor der har vokset stilkeg, lind, skovelm og ask siden ældre stenalder. I yngre stenalder, omkring år 3.000 f.Kr. startede mennesket med at gøre noget indhug i skovene, men dette ophørte igen da befolkningstallet faldt hen mod bronzealderens slutning. På de bedre jorde blev egen nu mange steder fortrængt af bøgen, men ikke i de våde og noget næringsfattigere moser. Hvorfor egene ikke blev fældet i den sene jernalder og tidligste middelalder vides ikke - måske forbi der var bedre træer i nærheden og det var svært at transportere store ege ud af moserne, måske fordi disse ege allerede på det tidspunkt var knudrede, men fra 1300-tallet hvor skoven kom under kongehuset blev den almene befolkning forment adgang til at fælde store, gamle træer samtidig med at træerne ikke havde en form eller kvalitet der gjorde dem egnede som hverken skibs- eller bygningstømmer..